# Mitracarpus schizangius
Mitracarpus schizangius är en måreväxtart som beskrevs av Dc.. Mitracarpus schizangius ingår i släktet Mitracarpus och familjen måreväxter. Inga underarter finns listade i Catalogue of Life.